# Scalawag
A la història dels Estats Units, el terme scalawag (de vegades escrit scallawag o scallywag) es referia als sudistes blancs que van donar suport a les polítiques i els esforços de reconstrucció després de la conclusió de la Guerra Civil Americana.
Igual que amb el terme carpetbagger, la paraula té una llarga història d'ús com a insult als debats partidistes del sud. Els opositors dels scalawags després de la Guerra Civil van afirmar que eren deslleials als valors tradicionals i a la supremacia blanca. Els Scalawags eren particularment odiats pels demòcrates del sud de les dècades de 1860 i 1870, que van cridar els Scalawags com a traïdors a la seva regió (coneguda des de fa temps per la seva esclavitud mobiliària generalitzada). Abans de la Guerra Civil, la majoria dels Scalawag s'havien oposat a la secessió dels Estats del Sud (la Confederació) dels EUA.
El terme s'utilitza habitualment en estudis històrics com a descriptor dels republicans blancs del sud de l'era de la reconstrucció, encara que alguns historiadors han descartat el terme a causa de la seva història de connotacions pejoratives.

## Orígens del terme
El terme és un epítet despectiu, però és utilitzat per molts historiadors de totes maneres, com a Wiggins (1991), Baggett (2003), Rubin (2006) i Wetta (2012). La paraula scalawag té un origen incert. La seva primera certificació és de 1848 per significar un home de mala reputació, bo per a res, una gràcia d'escapada o un espoliador. S'ha especulat que "potser l'ús original de la paraula" es referia a animals de granja de baix grau, però aquest significat de la paraula no es confirma fins al 1854. El terme va ser adoptat més tard pels seus oponents per a es refereixen als blancs del sud que van formar una coalició republicana amb lliberts negres i del nordels nouvinguts (anomenats carpetbaggers) per prendre el control dels seus governs estatals i locals. [ cita necessària ] Entre els usos més primerencs d'aquest nou significat hi havia referències als diaris d'Alabama i Geòrgia l'estiu de 1867, primer referint-se a tots els republicans del sud, i després restringint-lo només als blancs.

L'historiador Ted Tunnel va escriure:
Obres de referència com el Diccionari de l'idioma espanyol del Carib de Joseph Emerson Worcester de 1860 van definir scalawag com "Un company sense valor; una gràcia escapatòria". Scalawag també era una paraula per a animals de granja de baix grau. A principis de 1868, un editor de Mississipi va observar que scalawag "s'ha utilitzat des de temps immemorials per designar vaques lleteres inferiors als mercats de bestiar de Virgínia i Kentucky". Aquell juny el Richmond Enquirer hi va coincidir; Fins ara scalawag s'havia "aplicat a tot el bestiar dolent, prim, sarnoso, flac [sic] i sense valor en cada grup en particular". Només en els darrers mesos, va remarcar el diari de Richmond, el terme havia pres sentit polític.
Durant la sessió de 1868–69 del tribunal del jutge "Greasy" Sam Watts al comtat de Haywood, Carolina del Nord, William Closs va testificar que un escalawag era "un home blanc del sud natiu que diu que no és millor que un negre i diu la veritat quan ho diu". Alguns relats registren el seu testimoni com "un home blanc nadiu del sud, que diu que un negre és tan bo com ell, i diu la veritat quan ho diu".
A l'octubre de 1868, un diari de Mississipi definia l'expressió de manera mordaç en termes de política de Redempció. El terme es va continuar utilitzant com a pejoratiu pels conservadors pro-segregacionistes del sud fins ben entrat el segle XX. Però els historiadors solen utilitzar el terme per referir-se al grup d'actors històrics sense cap significat pejoratiu.

## Història
Després de la guerra civil nord-americana durant l'era de la reconstrucció del 1863 al 1869, els presidents Abraham Lincoln i Andrew Johnson van emprendre polítiques dissenyades per tornar el Sud a la normalitat el més aviat possible, mentre que els republicans radicals van utilitzar el Congrés per bloquejar el president, imposar condicions dures i millorar els drets dels Lliberts (els exesclaus). Al sud, els lliberts negres i els sudistes blancs amb simpaties republicanes van unir forces amb els nordistes que s'havien traslladat al sud (anomenats "Carpetbaggers" pels seus oponents del sud) per implementar les polítiques del partit republicà.
Tot i ser una minoria, els scalawags van guanyar el poder aprofitant les lleis de Reconstrucció de 1867, que van privar del dret a la majoria dels votants blancs del Sud, ja que no podien prestar el jurament de l'Ironclad, que requeria que mai haguessin servit a les forces armades confederades ni ocupat cap càrrec polític. sota els governs estatals o confederats. L'historiador Harold Hyman diu que el 1866 els congressistes "van descriure el jurament com l'últim baluard contra el retorn dels antics rebels al poder, la barrera darrere de la qual es protegien els unionistes del sud i els negres".
La coalició va controlar tots els antics estats confederats excepte Virgínia, així com Kentucky i Missouri (que van ser reclamats pel nord i el sud) durant diferents períodes entre 1866 i 1877. Dos dels escalawags més destacats van ser el general James Longstreet, un dels Els principals generals de Robert E. Lee i Joseph E. Brown, que havia estat el governador de Geòrgia durant la guerra. Durant la dècada de 1870, molts escalawags van abandonar el Partit Republicà i es van unir a la coalició conservador-demòcrata. Els demòcrates conservadors havien substituït tots els governs minoritaris republicans al sud el 1877, després de les controvertides eleccions presidencials de 1876 ., en què la resta de governs de Reconstrucció havien certificat els electors republicans tot i que el candidat demòcrata havia portat els estats.

L'historiador John Hope Franklin fa una valoració dels motius dels unionistes del sud. Va assenyalar que a mesura que més sudistes se'ls va permetre votar i participar: 
Així, un curiós assortiment de nadius del sud es va convertir en elegible per participar en la Reconstrucció Radical . I el nombre va augmentar a mesura que el president va concedir indults individuals o va emetre noves proclames d'amnistia... El seu interès principal era donar suport a un partit que construiria el Sud sobre una base més àmplia que l'aristocràcia de plantacions d' abans de la guerra. Van trobar convenient fer negocis amb els negres i els anomenats catifagers, però sovint tornaven al partit demòcrata, ja que va guanyar prou força per ser un factor de la política del sud.
Finalment, la majoria dels escalawags es van unir a la coalició Redemptor Democràtic. Una minoria va persistir com a republicans i va formar la meitat "bronzeja" del partit republicà "Black and Tan". Va ser un element minoritari en el GOP a tots els estats del sud després de 1877.
La majoria dels 430 diaris republicans del sud van ser editats per escalawags; només el 20 per cent van ser editats per catifes. Els empresaris blancs generalment boicotejaven els diaris republicans, que van sobreviure gràcies al mecenatge governamental.

### Alabama
A Alabama, Wiggins diu que els escalawags van dominar el Partit Republicà. Uns 117 republicans van ser nomenats, elegits o nomenats per als càrrecs executius estatals més lucratius i importants, jutges i càrrecs legislatius i judicials federals entre 1868 i 1881. Incloïen 76 sudistes blancs, 35 del nord i 6 antics esclaus. A les oficines estatals durant la Reconstrucció, els blancs del sud eren encara més predominants: 51 nominacions van guanyar, en comparació amb 11 catifes i un negre. 27 escalawags van guanyar nominacions executives estatals (75%), 24 nominacions judicials estatals (89%) i 101 van ser elegits per a l' Assemblea General d'Alabama(39%). No obstant això, menys escalawags van guanyar nominacions a càrrecs federals: 15 van ser nominats o elegits al Congrés (48%) en comparació amb 11 catifes i 5 negres. 48 escalawags eren membres de la convenció constitucional de 1867 (49,5% dels membres republicans); i set escalawags eren membres de la convenció constitucional de 1875 (el 58% dels minúsculs membres republicans).

Pel que fa als problemes racials, Wiggins diu:
Tant els republicans blancs com els demòcrates van sol·licitar vots negres, però de mala gana els van recompensar amb nominacions per als càrrecs només quan era necessari, fins i tot reservant els llocs més escollits per als blancs. Els resultats eren previsibles: aquests gestos de mig pa no van satisfer ni els republicans negres ni els blancs. La debilitat fatal del partit republicà a Alabama, com en altres llocs del sud, va ser la seva incapacitat per crear un partit polític biracial. I mentre van estar al poder, fins i tot breument, no van poder protegir els seus membres del terror demòcrata. Els republicans d'Alabama van estar per sempre a la defensiva, verbalment i físicament." 

### Carolina del Sud
A Carolina del Sud hi havia uns 100.000 escalawags, o al voltant del 15% de la població blanca. Durant el seu apogeu, la coalició republicana va atreure alguns sudistes blancs més rics, especialment moderats que afavorien la cooperació entre demòcrates de ment oberta i republicans responsables. Rubin mostra que l'enfonsament de la coalició republicana va derivar de tendències pertorbadores a la corrupció i el fraccionisme que van caracteritzar cada cop més el govern del partit. Aquests fracassos van decebre els aliats del nord que van abandonar els republicans de l'estat el 1876 quan els demòcrates sota Wade Hampton van reafirmar el control. Van utilitzar l'amenaça de violència per fer que molts republicans es mantinguin en silenci o es canviessin als demòcrates.

### Louisiana
Wetta demostra que Nova Orleans era un important centre de Scalawag. Els seus líders eren advocats ben educats, metges, professors, ministres, empresaris i funcionaris. Molts tenien vincles amb el nord o van néixer al nord i es van traslladar a la ciutat en auge de Nova Orleans abans de la dècada de 1850. Pocs eren plantadors de cotó o sucre. La majoria havien estat whigs abans de la guerra, però molts havien estat demòcrates. Gairebé tots eren unionistes durant la guerra. S'havien unit a una coalició republicana amb negres, però en el millor dels casos van donar un suport feble al sufragi negre, a l'ocupació de càrrecs negres o a la igualtat social. Wetta diu que el seu "cosmopolitisme va trencar el motlle del provincialisme del sud" típic dels seus oponents democràtics del sud. És a dir, els scalawags tenien "una visió del món més àmplia".

### Mississipi
El escalawag més destacat de tots va ser James L. Alcorn de Mississipi. Va ser elegit al Senat dels Estats Units el 1865, però com a tots els sudistes no se li va permetre ocupar un seient mentre el Congrés republicà reflexionava sobre la reconstrucció. Va donar suport al sufragi dels lliberts i va avalar la catorzena esmena, tal com van demanar els republicans al Congrés. Alcorn es va convertir en el líder dels scalawags, que formaven aproximadament un terç dels republicans de l'estat, en coalició amb catifers i lliberts. Escollit governador pels republicans el 1869, va exercir des del 1870 fins al 1871. Com a modernitzador va nomenar molts antics whigs afins, encara que fossin demòcrates. Va donar suport fermament a l'educació, incloses les escoles públiques només per a negres, i una nova universitat per a ells, ara coneguda com a Universitat Estatal d'Alcorn. Va maniobrar per fer del seu aliat Hiram Revels el seu president. Els republicans radicals es van oposar a Alcorn i estaven enfadats amb la seva política de mecenatge. Un es va queixar que la política d'Alcorn era veure "la vella civilització del Sud modernitzada " en lloc de liderar una revolució política, social i econòmica total.
Alcorn va renunciar a la governació per convertir-se en senador dels Estats Units (1871–1877), en substitució del seu aliat Hiram Revels, el primer senador afroamericà. El senador Alcorn va instar l'eliminació de les discapacitats polítiques dels sudistes blancs, va rebutjar les propostes republicanes radicals per fer complir la igualtat social mitjançant la legislació federal, va denunciar l'impost federal sobre el cotó com a robatori i va defensar escoles separades per a les dues races a Mississipi. Encara que era un antic propietari d'esclaus, va caracteritzar l'esclavitud com un càncer sobre el cos de la Nació i va expressar la gratificació que ell i molts altres sudistes van sentir per la seva destrucció.
Alcorn va liderar una furiosa batalla política amb el senador Adelbert Ames, el catifer que va dirigir l'altra facció del Partit Republicà a Mississipi. La lluita va trencar el partit, amb la majoria de negres donant suport a Ames, però molts, inclòs Revels, recolzant a Alcorn. El 1873, tots dos van buscar una decisió postulant-se a governador. Ames va rebre el suport dels radicals i la majoria dels afroamericans, mentre que Alcorn va guanyar els vots dels blancs conservadors i la majoria dels escalawags. Ames va guanyar per un vot de 69.870 a 50.490, i Alcorn es va retirar de la política estatal.
Newton Knight ha guanyat més atenció des de l'estrena el 2016 del llargmetratge Free State of Jones .

### Muntanyes
Els districtes muntanyencs dels Apalatxes eren sovint enclavaments republicans. La gent allí tenia pocs esclaus, i tenien un transport deficient, una pobresa profunda i un ressentiment permanent contra els polítics del País Baixo que dominaven la Confederació i els demòcrates conservadors a la reconstrucció i després. Els seus reductes a Virgínia Occidental, l'est de Kentucky i Tennessee, l'oest de Virgínia i Carolina del Nord, i la regió d'Ozark al nord d'Arkansas, es van convertir en bastions republicans. Aquesta gent rural va tenir una hostilitat de llarga data cap a la classe dels plantadors. Van albergar sentiments a favor de la Unió durant la guerra. Andrew Johnsonera el seu líder representatiu. Van donar la benvinguda a la Reconstrucció i a bona part del que defensaven els republicans radicals al Congrés.

### Fora dels EUA
El terme 'scally' també s'utilitza al Regne Unit per referir-se a elements de la classe treballadora i de la petita criminalitat, en una línia semblant al chav més contemporani. A les Filipines, els scalawags s'utilitzaven per designar policies o militars.

## Acusacions de corrupció
Els Scalawags van ser denunciats com a corruptes pels Redemptors. L' escola d'historiadors Dunning simpatitzava amb les reivindicacions dels demòcrates. D'acord amb la Dunning School, Franklin va dir que els escalawags "han d'assumir almenys una part de la culpa" per l'empelt i la corrupció.
Els demòcrates van al·legar que els escalawags eren corruptes financerament i políticament, i disposats a donar suport al mal govern perquè se'n van treure beneficis personalment. Un historiador d'Alabama va afirmar: "En qüestions econòmiques, els escalawags i els demòcrates van buscar amb entusiasme ajuda per al desenvolupament econòmic de projectes en què tenien una participació econòmica, i van mostrar pocs escrúpols en els mètodes utilitzats per impulsar una legislació financera beneficiosa a través de la legislatura d'Alabama. La qualitat dels hàbits de tenir llibres tant dels republicans com dels demòcrates eren igualment notoris". Tanmateix, l'historiador Eric Foner argumenta que no hi ha proves suficients que els escalawags fossin més o menys corruptes que els polítics de qualsevol època, inclosos Redemptors.

## Qui eren els scalawags?
Els republicans blancs del sud incloïen abolicionistes del sud anteriorment tancats, així com antics propietaris d'esclaus que donaven suport a la igualtat de drets per als lliberts. (El més famós d'aquest darrer grup va ser Samuel F. Phillips, que més tard va argumentar en contra de la segregació en Plessy v. Ferguson .) També hi havia persones que volien formar part del governant Partit Republicà simplement perquè oferia més oportunitats d'èxit. carreres polítiques. Molts historiadors han descrit els escalawags en termes de classe social, demostrant que, de mitjana, eren menys rics o prestigiosos que la classe dels plantadors d'elit.
Tal com va demostrar Thomas Alexander (1961), hi va haver un Whiggery persistent (suport als principis del desaparegut Partit Whig) al Sud després de 1865. Molts ex-Whigs es van convertir en republicans que van defensar la modernització a través de l'educació i la infraestructura, sobretot millors carreteres i ferrocarrils. Molts també es van unir als Redemptors en el seu intent reeixit de substituir el breu període de drets civils promès als afroamericans durant l'era de la Reconstrucció per l'era de Jim Crow de segregació i ciutadania de segona classe que va persistir al segle xx.
The Scalawags de l'historiador James Alex Baggett ofereix un estudi quantitatiu de la població.